# Candice Swanepoel
Candice Susan Swanepoel (ur. 20 października 1988 w Mooi River) – południowoafrykańska modelka znana głównie z bycia „Aniołkiem” luksusowej marki Victoria’s Secret. Jej językiem ojczystym jest afrikaans.
Swanepoel urodziła się 20 października 1988 r. w Mooi River w prowincji KwaZulu-Natal, a jej rodzicami są Willem Swanepoel i Eileen Swanepoel. Jej ojciec pochodzi z Zimbabwe, a matka z Południowej Afryki.Ma starszego brata Stephena.
Dorastała na farmie mlecznej. Karierę modelki rozpoczęła wypatrzona przez pracowników branży modelingowej w Durbanie, gdy miała 15 lat.
Pracowała dla Vogue, Elle, Ocean Drive, Nike, Diesel, Guess, Versus Eyewear, Tommy Hilfiger, Dolce & Gabbana, Sass and Bide, Betsey Johnson, Diane von Fürstenberg.
Zadebiutowała na liście „Najlepiej zarabiających modeli świata” Forbesa, zajmując 10. miejsce w latach 2010–2011 przy zarobkach 3 milionów dolarów.
W czerwcu 2014 została uznana za najseksowniejszą kobietę świata wg Maxima.
Swanepoel zajęła 61. (2010) i 62 (2011) miejsce na przygotowanej przez FHM liści „100 Najseksowniejszych Kobiet Świata”. a w 2014 roku zajęła pierwsze miejsce na liście Maxim „Hot 100”.

## Życie prywatne
Candice zna język afrykanerski i portugalski. Od 2005 była w związku z Hermannem Nicoli, którego poznała w wieku 17 lat w Paryżu. Od 2015 roku są zaręczeni. 19 marca 2016 r. poinformowała o swojej ciąży za pomocą serwisu Instagram, a na początku października przyszedł na świat jej syn Anacã. 19 czerwca 2018 przyszedł na świat jej drugi syn Ariel. Para rozstała się w 2018 roku.